# Theophilus (hố)

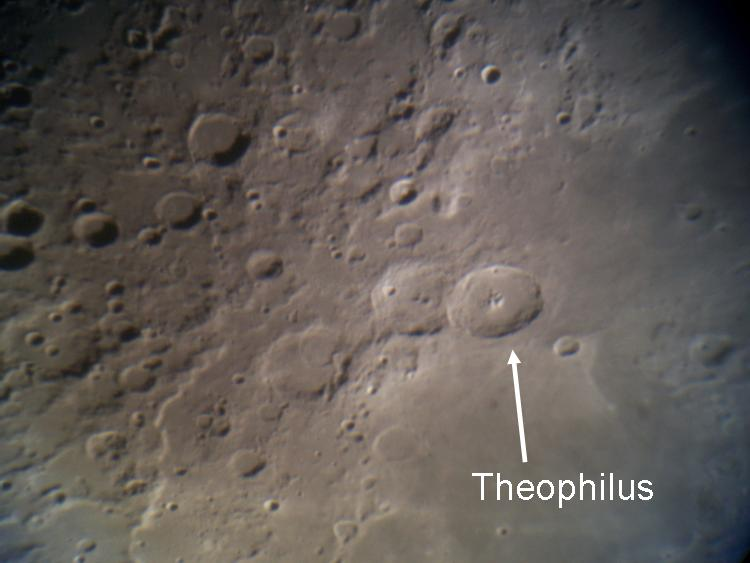
Vị trí của Theophilus

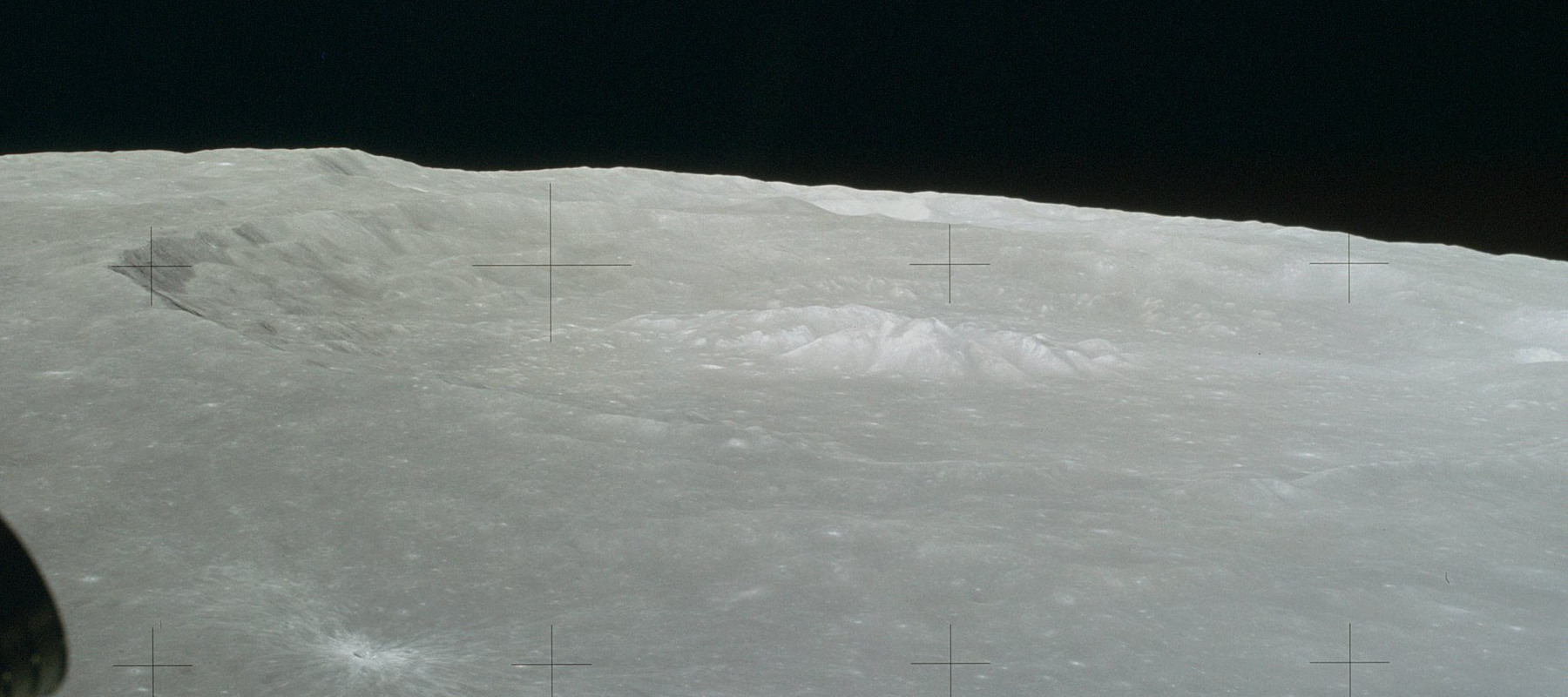
Tầm nhìn gần của hố Theophilus từ Apollo 16, mô-đun Mặt Trăng Orion tiến tới điểm đáp của nó khoảng 450 km về phía tây

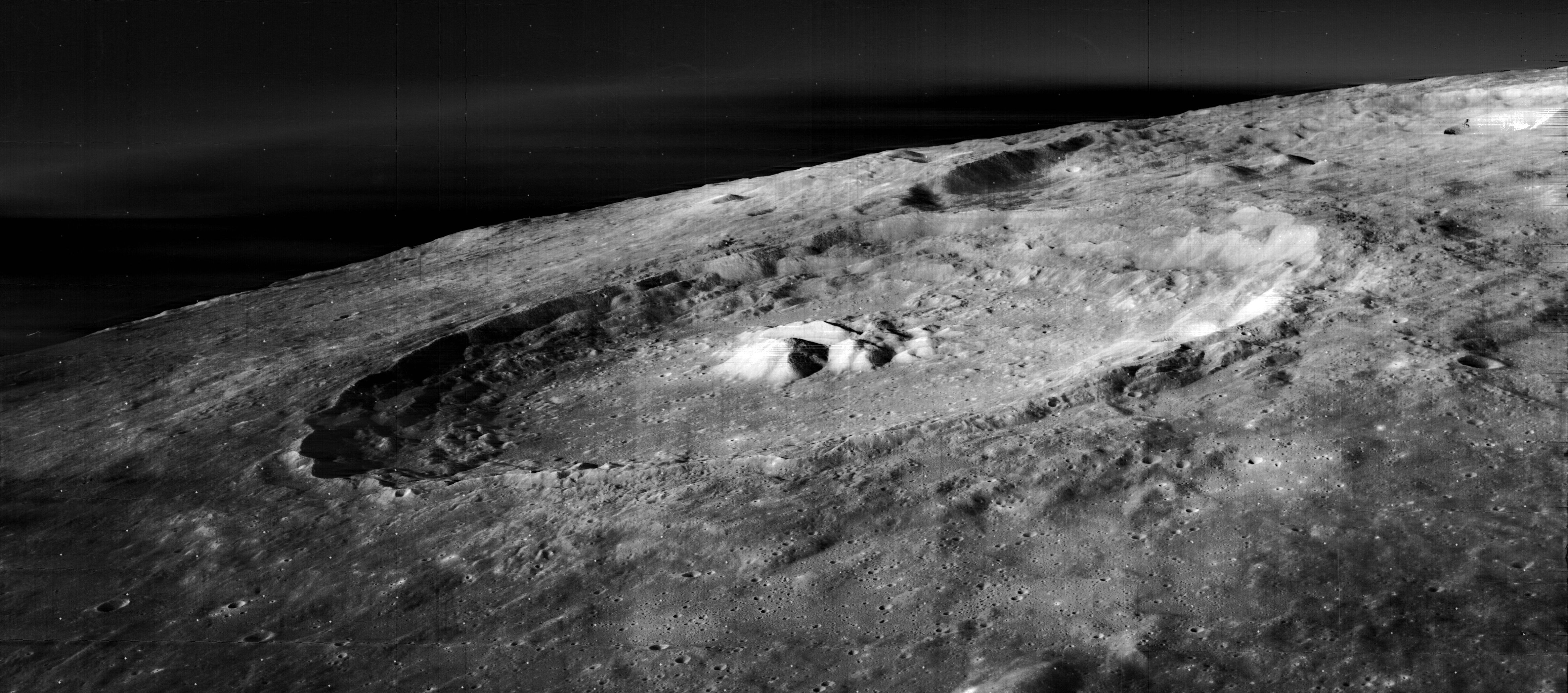
Tầm nhìn gần của hố Theophilus từ Lunar Orbiter 3

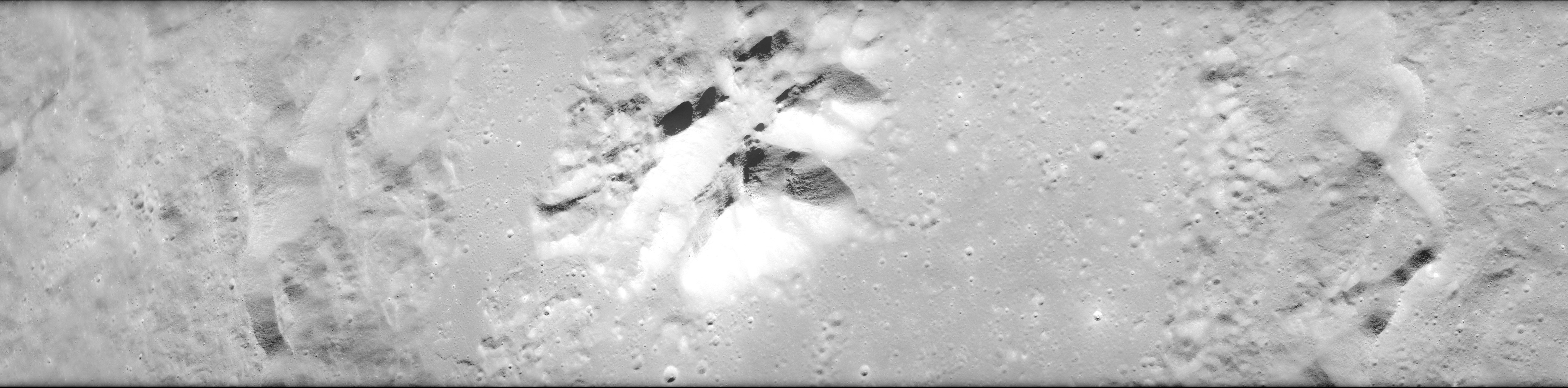
Tầm nhìn gần phần giữa của hố Theophilus từ Panoramic Camera của Apollo 16

Theophilus là một hố Mặt Trăng (hố va chạm) nằm ở giữa vịnh Sinus Asperitatis ở phía bắc và biển Mare Nectaris ở phía đông nam. Hố bị xâm nhập một phần ở phía tây nam bởi một hố cùng cỡ Cyrillus. Về phía đông là hố nhỏ hơn Mädler và xa hơn về phía nam-đông nam là hố Beaumont. Hố được đặt tên theo sau tín đồ người Copt thế kỷ 4 là giáo hoàng Theophilus của Alexandria.
Theophilus, Cyrillus và Catharina hình thành một nhóm các hố lớn nhìn thấy được trên đường rạng đông 5 ngày sau Mặt Trăng mới.

## Đặc điểm
Vành hố Theophilus rộng, có những bậc thang ở bên trong thể hiện sự xói mòn. Hố sâu 3200 m với tường rộng và bị bể tạo thành hố Cyrillus. Hố được tạo ra trong Kỷ Eratosthenes, từ 3,2 đến 1,1 tỉ năm trước. Hố có một ngọn núi trung tâm hùng vĩ, cao 1400 m, với bốn đỉnh.
Thềm hố tương đối bằng phẳng, có ngọn núi lớn với bốn đỉnh cao gần khoảng 2 km so với thềm hố. Đỉnh ở phía tây được ký hiệu là Psi (ψ), đỉnh phía đông là Phi (φ), và đỉnh phía bắc là Alpha (α) Theophilus. Con dóc phía tây rộng hơn và gồ ghề hơn, trong khi dóc giảm mạnh từ đỉnh đến thềm hố ở mặt phía bắc và phía tây.
Nhiệm vụ Apollo 16 thu thập các mảnh bazan được cho rằng là ejecta từ sự tạo thành của hố Theophilus.

## Hố vệ tinh
Theo quy ước, những tính chất này được xác định trên bản đồ bằng cách đặt từng chữ cái là tâm của các hố vệ tinh gần với Theophilus nhất.
| Theophilus | Vĩ độ   | Kinh độ | Đường kính |
| ---------- | ------- | ------- | ---------- |
| B          | 10.5° N | 25.2° Đ | 8 km       |
| E          | 6.8° N  | 24.0° Đ | 21 km      |
| F          | 8.0° N  | 26.0° Đ | 13 km      |
| G          | 7.2° N  | 25.7° Đ | 19 km      |
| K          | 12.5° N | 26.3° Đ | 6 km       |
| W          | 7.8° N  | 28.6° Đ | 4 km       |